# سنستی (نیو مکزیکو)
سنستی (به انگلیسی: Sanostee) یک منطقهٔ مسکونی در ایالات متحده آمریکا است که در شهرستان سن خوآن، نیومکزیکو واقع شده‌است. سنستی ۱۱٫۷ کیلومتر مربع مساحت و ۴۲۹ نفر جمعیت دارد و ۱٬۸۳۱ متر بالاتر از سطح دریا واقع شده‌است.